# Elig-Mfomo
Elig-Mfomo è un comune del Camerun, che fa parte del dipartimento di Lekié nella regione del Centro.